# Синалунга
Синалунга (итал. Sinalunga) је насеље у Италији у округу Сијена, региону Тоскана.
Према процени из 2011. у насељу је живело 6567 становника. Насеље се налази на надморској висини од 267 м.

## Становништво
Према резултатима пописа становништва 2011. у општини је живело 12.476 становника.
| 1931.  | 1936.  | 1951.  | 1961.  | 1971.  | 1981.  | 1991.  | 2001.  | 2011.  |
| ------ | ------ | ------ | ------ | ------ | ------ | ------ | ------ | ------ |
| 10.297 | 10.411 | 10.838 | 11.345 | 11.274 | 11.573 | 11.583 | 11.790 | 12.476 |